# 利伍德 (密蘇里州)
利伍德（英語：Leawood）是位於美國密蘇里州牛頓縣的村。

## 人口
根據2020年美國人口普查的數據，利伍德的面積為3.22平方千米，當中陸地面積為3.19平方千米，而水域面積為0.03平方千米。當地共有人口620人，而人口密度為每平方千米193人。